# David Moore Robinson

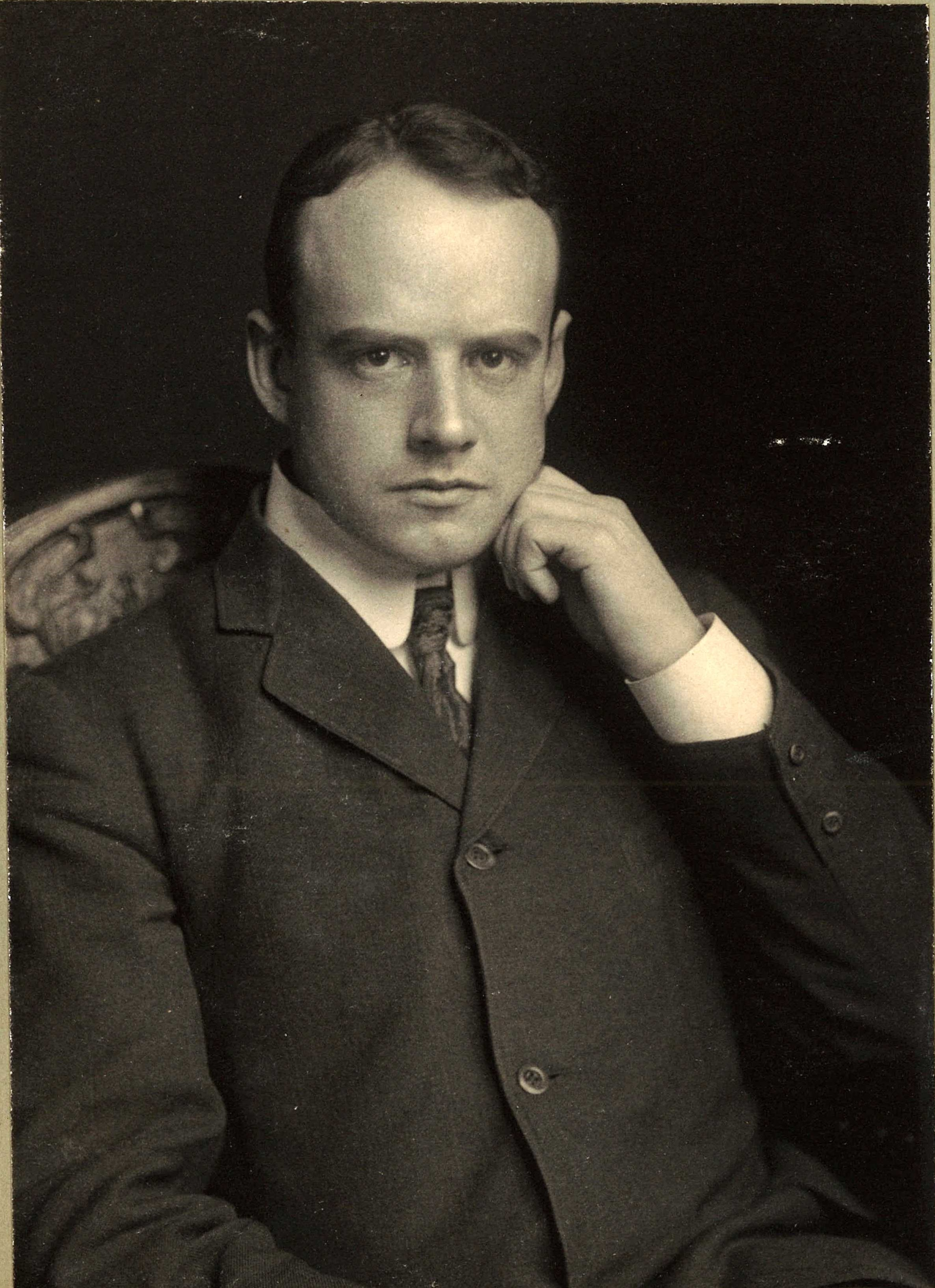
David Moore Robinson

David Moore Robinson (* 21. September 1880 in Auburn, New York; † 2. Januar 1958 in Oxford, Mississippi) war ein US-amerikanischer Klassischer Archäologe.

## Leben
David M. Robinson studierte von 1890 bis 1894 am Polytechnic Institute of New York University. Anschließend setzte er seine Studien an der Universität von Chicago fort, wo er 1898 den Mastergrad erreichte. Ab 1901 hielt er sich an der American School of Classical Studies at Athens (ASCSA) auf. Von dort aus unternahm er Reisen durch Griechenland. 1902 wurde er zum Fellow der ASCSA ernannt und nahm an den Ausgrabungen in Korinth teil. Im Sommer desselben Jahres hielt er sich erstmals in Deutschland auf und besuchte Vorlesungen an der Universität Halle. Von 1903 bis 1904 setzte er seine Studien an der Berliner Universität fort und arbeitete an seinem Dissertationsprojekt über die antike Stadt Sinope, das von der Rockefeller-Stiftung finanziert wurde. 1904 wurde Robinson damit an der Universität von Chicago zum Ph.D. promoviert.
Nach seiner Rückkehr in die USA arbeitete Robinson zunächst als Assistant Professor of Greek am Illinois College. 1905 wechselte er als Assistant Professor of Classical Archaeology an die Johns Hopkins University in Baltimore. Von hier aus unternahm er weitere Auslandsreisen: 1909 hielt er sich an der Universität Bonn auf, 1910 nahm er an den Ausgrabungen in Sardes teil. 1912 wurde Robinson zum Professor of Greek (seit 1913: Classical) Archaeology and Epigraphy ernannt, 1920 zum W. H. Collins Vickers Professor of Archaeology and Epigraphy. Von 1915 bis zu seinem Eintritt in den Ruhestand 1947 hielt er außerdem als Lecturer griechische Sprachübungen ab. Im Ruhestand unterrichtete er bis zu seinem Tode als Professor of Classical Archaeology  an der University of Mississippi, der er auch seine bedeutende Antikensammlung vermachte.
Zu Robinsons Schülern gehören unter anderem George M. A. Hanfmann, Allan Chester Johnson, George E. Mylonas, Paul A. Clement, Jr., James Walter Graham und William A. McDonald.
Im Jahr 1924 leitete Robinson im Auftrag der Universität von Chicago die Ausgrabungen in Antiochia in Pisidien und Sızma. Sein wichtigstes Verdienst war die Ausgrabung der antiken Stadt Olynth in Makedonien, die er von 1928 bis 1938 in vier Ausgrabungskampagnen teilweise freilegte. 1934 wurde er in die American Academy of Arts and Sciences und 1936 in die American Philosophical Society gewählt. 
Robinsons Verdienste als Feldarchäologe zeigen sich auch an den 14 Bänden der Grabungsberichte von Olynth, an denen er bis 1952 arbeitete. Weitere Forschungsschwerpunkte Robinsons waren die antike Epigraphik und Numismatik. Er war Mitglied verschiedener wissenschaftlicher Gesellschaften im In- und Ausland und Mitherausgeber mehrerer Zeitschriften und Sammelbände. Während seiner Laufbahn erhielt er Doktortitel des Jamestown College (1915), des Trinity College (1925), der Syracuse University (1933) und der Aristoteles-Universität Thessaloniki (1951).